# Cantone di Laurière
Il Cantone di Laurière era una divisione amministrativa dell'arrondissement di Limoges.
A seguito della riforma approvata con decreto del 20 febbraio 2014, che ha avuto attuazione dopo le elezioni dipartimentali del 2015, è stato soppresso.

## Composizione
Comprendeva i comuni di:
- Bersac-sur-Rivalier
- Jabreilles-les-Bordes
- La Jonchère-Saint-Maurice
- Laurière
- Saint-Léger-la-Montagne
- Saint-Sulpice-Laurière